# Bolechovický dub
Bolechovický dub je památný strom v Bolechovicích. Dub letní (Quercus robur) roste v nadmořské výšce 420 m jako součást areálu dřívější bažantnice, která patřila k přilehlému zámečku v obci Bolechovice. Jde o významného jedince svého druhu se symetrickou široce rozloženou korunou v dobrém zdravotním stavu. Výška stromu je 35 m, šířka koruny 20 m a obvod kmene 685 cm (měřeno 2017). Dub je chráněn od 26. července 2017 jako esteticky zajímavý strom.